# Eodipseudopsis tomensis
Eodipseudopsis tomensis is een schietmot uit de familie Polycentropodidae. De soort komt voor in het Afrotropisch gebied.